# Budziłka
Budziłka (biał. Будзілка; ros. Будилка, Budiłka) – osiedle na Białorusi, w obwodzie homelskim, w rejonie homelskim, w sielsowiecie Prybytki.